# Dölma Gyari
Dölma Gyari (Drawu) (Kalimpong (India), 1964) is een Tibetaans politica. Ze is vicevoorzitter van het Tibetaans parlement in ballingschap.
Ze is onder meer te zien in de documentaire Tibet: 50 Years After the Fall uit 2009 van het regisseursduo Ritu Sarin en Tenzin Sönam.

## Studie
Ze studeerde aan de Central School for Tibetans, in Darjeeling en behaalde de bachelorgraad politieke wetenschappen aan de Universiteit van Punjab in Chandigarh. Daarna studeerde ze drie jaar rechtsgeleerdheid aan de Universiteit van Delhi. Ze bekleedde verschillende functies bij het Tibetaans Jeugdcongres.

## Loopbaan
Ze is bestuurslid van meerdere niet-gouvernementele organisaties, waaronder het Tibetaans centrum voor mensenrechten en democratie, de International Movement of Parliamentarians for Democracy en de Assembly of Tibetan People's Deputies. Ze is lid van de Tibetan Parliamentary and Policy Research Centre dat onderdeel is van het Britse Lagerhuis.